# Vilém Plocek
Vilém Plocek (25. prosince 1905, Brandýs nad Labem – 4. března 2001, Brandýs nad Labem) byl český malíř, grafik, ilustrátor a typograf.

## Život
Narodil se 25. prosince 1905 v Brandýse nad Labem v rodině truhláře, zprvu pracoval v otcově dílně, později studoval na nově otevřené Střední škole bytového průmyslu v Praze na Žižkově náměstí (v současnosti VOŠUP a SUPŠ). Soukromě ho vyučovali i malíři Jan Benda a František Tichý. Jeho tvorbu ovlivnil i fotograf Josef Sudek. Od roku 1930 byl členem spolku Purkyně, od 1941 do roku 1949 členem SVU Mánes. Po zrušení SVU Mánes se stal členem Českého fondu výtvarných umění (ČFVU). Po obnovení činnosti Mánesa se v roce 1990 stal opět jeho členem. Maloval často zátiší a městskou periferii (pražská Libeň). Jeho výtvarný názor se definitivně ustálil na přelomu 30. a 40. let. Byl především malířem Polabí, častými motivy byly přívozy, loďky i potopené lodi, ryby, staré vrby a rybáři. Typická byla i zátiší s dýmkami a používání nápisů v obrazech. Po roce 1945 začalo v jeho tvorbě převažovat poetické vidění, v 50. letech zachycoval lyrickým způsobem mj. také ruskou krajinu. Získal titul zasloužilého umělce. Po roce 1968 byl ovšem z komunistické strany i SVU vyloučen, nepodlehl normalizačním snahám.
Pracoval většinou v kombinovaných technikách akvarelu, pastelu a barevných tuší. Malíř, grafik, ilustrátor. Vedle malby se zabýval i knižní ilustrací. Jeho život i dílo se prolínaly s básníky i spisovateli – Františkem Halasem, Bohumilem Hrabalem, Adolfem Branaldem, Karlem Šiktancem a Eduardem Petiškou. Své obrazy vystavoval v Praze, Brně, Liberci i mnohde jinde. Jeho rodné město, které miloval, jej objevilo až na sklonku jeho života, první výstavu mu uspořádalo na Brandýském zámku až v roce 2000, v témže roce mu bylo uděleno i čestné občanství města. V Brandýse nad je také jedna z uliček na východním okraji města pojmenována jeho jménem.
Vilém Plocek byl třikrát ženatý, s druhou ženou měl svou jedinou dceru. Zemřel 4. března 2001. Jeho třetí žena Pavla, roz. Špecingerová odkázala kolekci obrazů svého manžela Oblastnímu muzeu Praha-východ roku 2022.

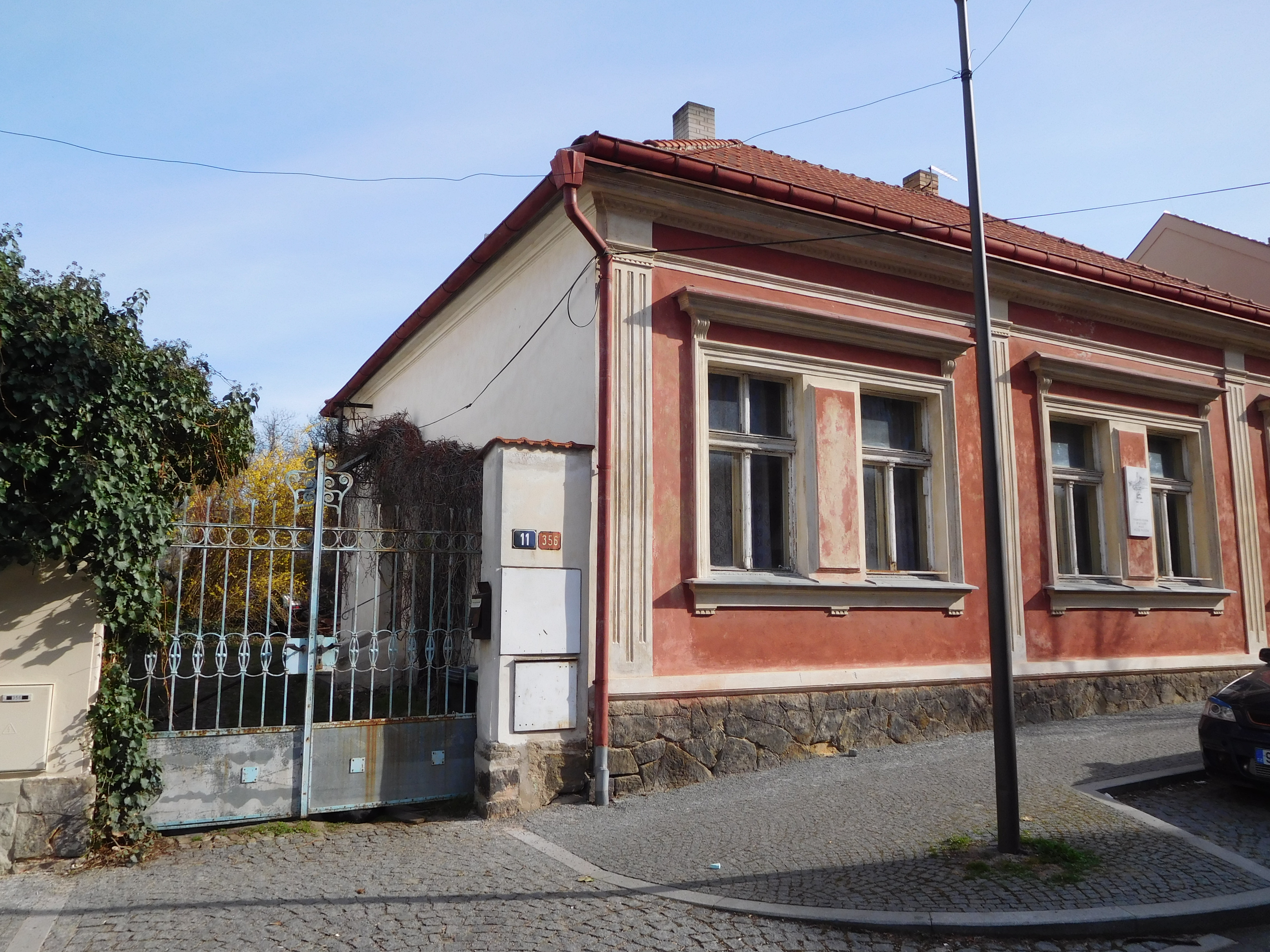
Dům, kde žil a tvořil Vilém Plocek

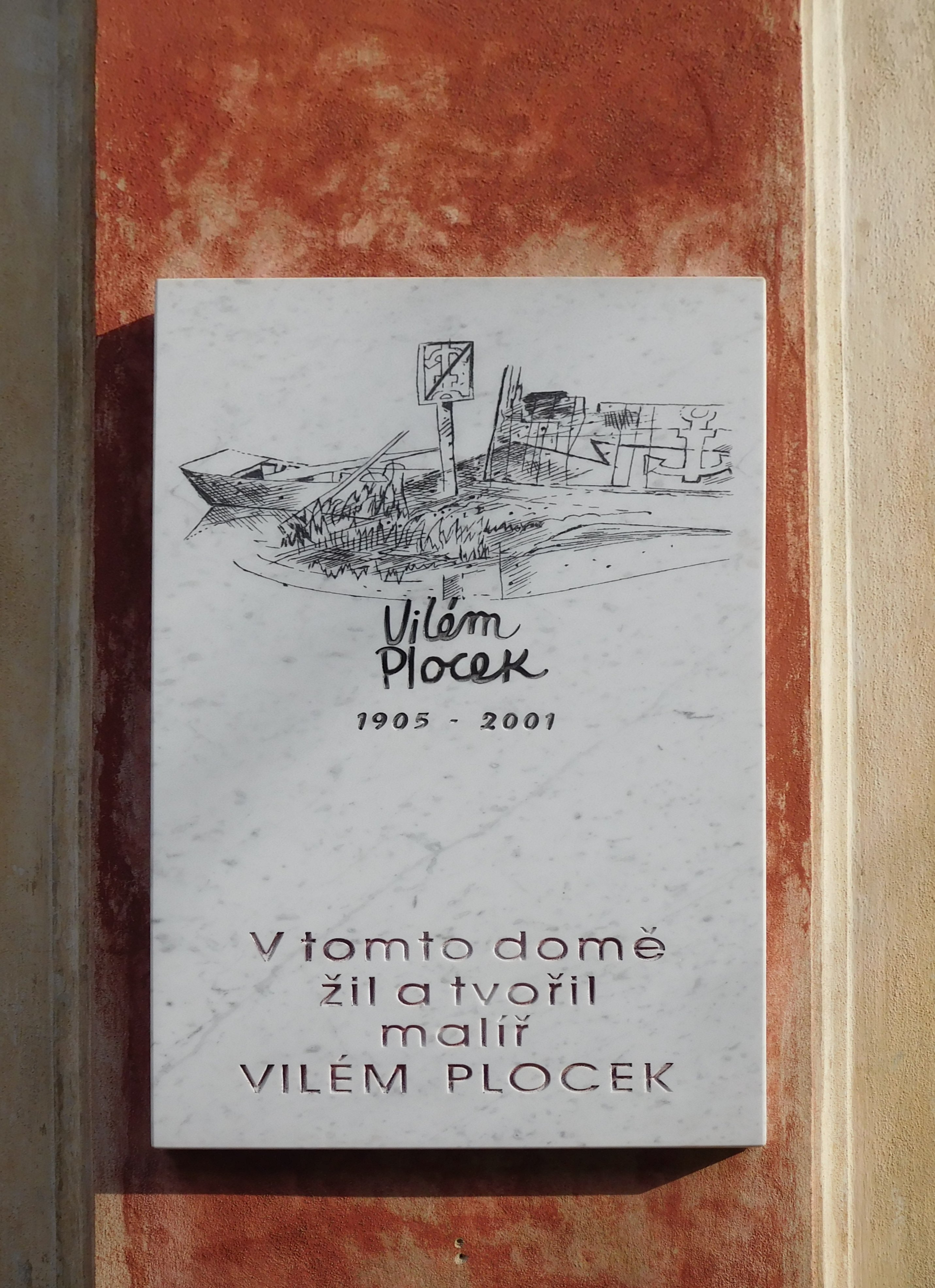
Pamětní deska na domě čp. 356 v Riegrově ulici v Brandýse nad Labem

| „ | Pokud bychom měli hledat slovo, slova, která dílo charakterizují, bylo by to asi „pokora“, „jemnost“. Ale i určitá ironie. Skrytá, obtížněji odhalená. | “ |
| — | |   |

## Dílo
To, jak pilným a plodným autorem byl, dokládá i to, že mu bylo uspořádáno 27 samostatných výstav a téměř osmdesátkrát (79) vystavoval společně s jinými autory. Poprvé vystavoval již roku 1941 (Topičův salon Praha), naposledy v roce 2000 v Brandýse nad Labem.
Dílo Viléma Plocka je zastoupeno ve sbírkách Moravské galerie v Brně, Horácké galerie v Novém Městě na Moravě, Okresního muzea Praha-východ, Oblastní galerie v Liberci, Městského muzea v Čelákovicích a jinde.

#### Samostatné výstavy (výběr)
- 1941 – Topičův salon, Praha
- 1943 – Galerie J. R. Vilímka, Praha
- 1944 – Mánes, Praha
- 1946 – Topičův salon, Praha
- 1960 – Galerie Václava Špály, Praha
- 1980 – Galerie Platýz, Praha
- 1988 – Galerie Zlatá ulička, Praha